# Utica (Illinois)
Pour les articles homonymes, voir Utica.
Le village de Utica est situé dans le comté de LaSalle, en Illinois. La population était de 1 352 habitants en 2010. Le village fait partie d'Ottawa.

## Source
- (en) Cet article est partiellement ou en totalité issu de l’article de Wikipédia en anglais intitulé « North Utica, Illinois » (voir la liste des auteurs).